# Únosy do UFO

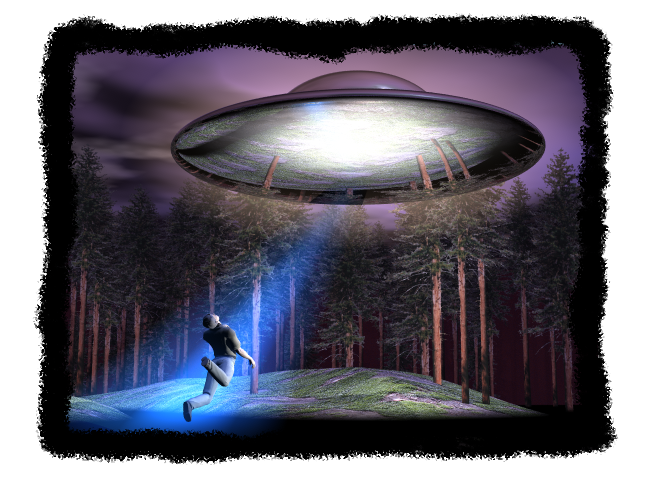
Vesmírné UFO unášející člověka

Únos do UFO je „subjektivně skutečná zkušenost“ se zážitkem tajného únosu bytostmi jiného než lidského původu (mimozemšťany), o blízké setkání čtvrtého druhu. Lidé s touto zkušeností pak byli údajně podrobeni fyzickému a psychologickému experimentování. Většina vědců a odborníků v oblasti duševního zdraví vysvětluje tyto zkušenosti faktory, jako je sugestibilita (např. syndrom falešné paměti), spánková paralýza, podvody a psychopatologie. Skeptik Robert Sheaffer vidí podobnost mezi mimozemšťany zobrazenými ve filmech žánru sci-fi, zejména Invaders From Mars (1953), a těmi, o nichž se uvádí, že skutečně unesli lidi. Lidé, kteří prohlašují, že byli uneseni, se anglicky obvykle nazývají „abductees“, unesení.
Typická líčení únosu obsahují vynucené lékařské prohlídky s důrazem na rozmnožovací soustavu subjektu. Unesení někdy tvrdí, že byli varováni před ničením životního prostředí a nebezpečím jaderných zbraní. Zdá se, že obsah příběhu o únosu se často liší podle kultury oběti údajného únosu. UFO, mimozemské únosy a ovládání mysli může být také součástí radikálních politických apokalyptických a milenialistických narativů.
Zprávy o únosech byly publikovány po celém světě, ale jsou nejčastější v anglicky mluvících zemích, zejména ve Spojených státech. První údajný únos mimozemšťany, který byl široce propagován, byl únos Betty a Barneyho Hillových v roce 1961.